# Yrjö Konttinen
Yrjö Tapio Konttinen, född 28 september 1952 i Helsingfors, död där 10 december 2014, var en finländsk läkare, specialist i invärtes medicin och reumatologi. 
Konttinen blev medicine och kirurgie doktor 1981. Han var professor i oral medicin vid Helsingfors universitet 1999–2003 och utnämndes till professor i invärtes medicin 2003. Han härde till landets mest kända forskare inom området reumatologi med tonvikt på immunpatologi, inflammationsforskning och biomaterial.